# Municipio de Marissa
El municipio de Marissa (en inglés: Marissa Township) es un municipio ubicado en el condado de St. Clair en el estado estadounidense de Illinois. En el año 2010 tenía una población de 2468 habitantes y una densidad poblacional de 26,49 personas por km².

## Geografía
Según la Oficina del Censo de los Estados Unidos, el municipio tiene una superficie total de 93.17 km², de la cual 89,21 km² corresponden a tierra firme y (4,24 %) 3,95 km² es agua.

## Demografía
Según el censo de 2010, había 2468 personas residiendo en el municipio de Marissa. La densidad de población era de 26,49 hab./km². De los 2468 habitantes, el municipio de Marissa estaba compuesto por el 98,26 % blancos, el 0,73 % eran afroamericanos, el 0,2 % eran amerindios, el 0,04 % eran asiáticos, el 0,16 % eran de otras razas y el 0,61 % eran de una mezcla de razas. Del total de la población el 0,85 % eran hispanos o latinos de cualquier raza.